# Криниця (журнал)
«Криниця» — літературно-мистецький альманах Полтавської організації Спілки письменників України. Щоквартальник.
Перший номер вийшов у березні 1990 року.
Тираж 20 тис. примірників.
Редактор — письменник Т. Г. Нікітін.
Художники В. Павлюченко та П. Здоровило.
Редакція: Полтава, Соборний майдан, № 15.